# Dan Shak
Daniel „Dan“ Shak (* 7. Mai 1959 in New York City, New York) ist ein US-amerikanischer Hedgefonds-Manager und Pokerspieler.
Shak hat sich mit Poker bei Live-Turnieren mehr als 12,5 Millionen US-Dollar erspielt. Er gewann 2010 die A$100.000 Challenge der Aussie Millions Poker Championship und 2013 die PartyPoker.com Premier League.

## Persönliches
Shak arbeitete bei der Commodities Exchange (COMEX) in New York City. Im Jahr 2002 gründete er das Hedgefonds-Unternehmen SHK Asset Management, das in Edelmetalle investiert.
Er war bis 2009 mit der Pokerspielerin Beth Shak verheiratet. Im Jahr 2012 verklagte er seine Ex-Frau auf Schadensersatz für eine beim Scheidungsverfahren nicht als Vermögenswert angegebene Schuhsammlung. Seit 2014 ist er mit dem Model Anna Shak verheiratet. Shak ist Vater von drei Töchtern und hat Wohnungen in Las Vegas und auf Long Island.

## Pokerkarriere

### Werdegang
Seine ersten Geldplatzierungen bei Live-Turnieren erzielte Shak Ende September 2004 in Palm Beach auf Aruba. Im Juni 2005 war er erstmals bei der World Series of Poker (WSOP) im Rio All-Suite Hotel and Casino am Las Vegas Strip erfolgreich und kam bei drei Turnieren der Variante No Limit Hold’em ins Geld, u. a. belegte er den 183. Platz im Main Event. Anfang Oktober 2006 erreichte der Amerikaner beim Championship Event der United States Poker Championship in Atlantic City den Finaltisch und beendete das Turnier auf dem mit mehr als 150.000 US-Dollar dotierten vierten Rang. Er war Teil der dritten Staffel der US-amerikanischen Pokershow High Stakes Poker, die ab Januar 2007 ausgestrahlt wurde, und schloss das Cash Game mit Verlust ab. Im Juli 2007 gewann er das Ante Up for Africa Charity Event der WSOP 2007 mit einer Siegprämie von knapp 250.000 US-Dollar, für das jedoch kein Bracelet vergeben wurde. Anfang 2010 sicherte sich der Amerikaner den Sieg bei der A$100.000 Challenge der Aussie Millions Poker Championship in Melbourne, nachdem er sich im Heads-Up gegen Phil Ivey durchgesetzt hatte. Das Turnier mit 24 Teilnehmern hatte eine Siegprämie von 1,2 Millionen Australischen Dollar. Bei der WSOP 2010 belegte Shak bei einem Turnier in Pot Limit Omaha Hi/Lo 8 den zweiten Platz für rund 200.000 US-Dollar. Anfang 2012 landete er beim Super-High-Roller-Event des PokerStars Caribbean Adventures (PCA) auf den Bahamas hinter Viktor Blom auf dem zweiten Platz und erhielt dafür knapp 850.000 US-Dollar. Im Juli 2012 spielte der Amerikaner das Big One for One Drop der WSOP 2012 mit einem Buy-in von einer Million US-Dollar, konnte sich jedoch nicht in den Geldrängen platzieren. Im März 2013 gewann er die sechste Saison der PartyPoker.com Premier League mit einer Siegprämie von 528.000 US-Dollar. Anfang 2014 wurde er beim von Fabian Quoss gewonnenen Super High Roller des PCA erneut Zweiter und sicherte sich damit über eine Million US-Dollar Preisgeld. Im Februar 2016 gewann Shak erstmals das Aria High Roller im Aria Resort & Casino am Las Vegas Strip und erhielt dafür eine Siegprämie von knapp 300.000 US-Dollar. Anfang Juni 2016 belegte er beim Super High Roller Bowl den siebten Platz für 600.000 US-Dollar Preisgeld. Im November 2017 gewann er das Super High Roller der World Series of Poker Europe im King’s Resort in Rozvadov, wofür er eine Siegprämie von über 210.000 Euro, jedoch kein Bracelet, erhielt. Im August 2018 wurde er beim Super High Roller der Seminole Hard Rock Poker Open in Hollywood, Florida, Zweiter hinter Elio Fox und sicherte sich ein Preisgeld von 305.000 US-Dollar. Mitte Februar 2019 platzierte sich Shak dreimal bei den im Aria Resort & Casino ausgespielten US Poker Open in den Preisgeldrängen und durchbrach damit die Marke von 10 Millionen US-Dollar an kumulierten Turnierpreisgeldern. Auch 2021 kam er bei den US Poker Open viermal auf die bezahlten Ränge, sicherte sich Preisgelder von rund 460.000 US-Dollar und wurde Fünfter beim Rennen um die Golden Eagle Trophy.

### Preisgeldübersicht
| Jahr   | Preisgeld (in $) | Turniersiege |
| ------ | ---------------- | ------------ |
| 2004   | 33.666           | 0            |
| 2005   | 104.295          | 0            |
| 2006   | 201.287          | 0            |
| 2007   | 313.796          | 1            |
| 2008   | 76.972           | 0            |
| 2009   | 221.823          | 0            |
| 2010   | 1.498.938        | 1            |
| 2011   | 269.250          | 0            |
| 2012   | 1.147.130        | 0            |
| 2013   | 1.835.873        | 1            |
| 2014   | 1.718.313        | 0            |
| 2015   | 54.416           | 0            |
| 2016   | 1.266.388        | 1            |
| 2017   | 389.645          | 1            |
| 2018   | 691.611          | 0            |
| 2019   | 809.892          | 1            |
| 2020   | 0                | 0            |
| 2021   | 748.523          | 0            |
| 2022   | 436.155          | 0            |
| 2023   | 870.315          | 0            |
| gesamt | 12.688.288       | 6            |